# Derek Hugh Taylor
Derek Hugh Taylor (né le 1er octobre 1951) est un homme politique des Îles Turques-et-Caïques, Ministre en chef des Îles Turques-et-Caïques entre 1995 et 2003.

## Biographie
Derek Hugh Taylor est né sur Grand Turk le 1er octobre 1951. Il effectue ses études primaires et secondaires sur son île natale et sort diplômé en 1970. Il entre alors dans la fonction publique de son pays, tout d'abord au Trésor et aux Douanes, puis dans divers services de l’administration. En parallèle, il s'investit aussi dans le syndicat des fonctionnaires des îles Turques-et-Caïques dont il devient le vice-président puis le président.
En 1988, Taylor entre en politique en devenant membre du Mouvement démocratique populaire (PDM). Lors des élections de 1988 (en), il est élu représentant de Grand Turk et devient ministre du Commerce et du Développement dans le gouvernement de Oswald Skippings. Il est réélu lors des élections de 1991 (en) et devient alors le chef de l'Opposition.
En 1995, il conduit le PDM à la victoire lors des élections (en) et devient le septième Ministre en chef des Îles Turques-et-Caïques. Il remporte ensuite les élections législatives de 1999 (en). Puis il gagne celles de 2003 (en) dans un premier temps, cependant un jugement annule les élections dans deux circonscriptions et l'opposition du Parti national progressiste remporte les deux élections partielles, Derek Hugh Taylor redevient alors le chef de l'opposition à Michael Misick.
Il perd son siège lors des élections de 2007 (en), mais est réélu de 2012 (en) à 2021 comme représentant élu en dehors des circonscriptions territoriales.